# Ujvári Bors
Ujvári Bors Benedek (Bonyhád, 1999. szeptember 15. –) magyar színész.

## Életpályája
1999-ben született Bonyhádon. A helyi Petőfi Sándor Evangélikus Gimnázium és Kollégiumban érettségizett. 2018-2023 között a Színház- és Filmművészeti Egyetem színművész szakos hallgatója volt, Zsámbéki Gábor, Fullajtár Andrea, majd Tárnoki Márk és Jákfalvi Magdolna osztályában.

## Színházi szerepei

#### Szkéné Színház
- Hol a színészünk? - Szereplő (rendezteː Tárnoki Márk, 2022)

#### Weöres Sándor Színház
- Az inishmore-i hadnagy - Davey (rendezteː Nagy Péter István, 2022)

#### Katona József Színház
- Lear király - Oswald, Goneril udvarmestere (rendezteː Zsámbéki Gábor, 2021)

#### Örkény Színház
- 33 álom - Szereplő (rendezteː Bodó Viktor, 2021)

## Filmes és televíziós szerepei
- Orlando (2021)
- A tanár (2021)
- A Király (2022–2023) ...Zámbó Szebasztián
- A renitens (2025) ...Diák